# 佐古前町
佐古前町（さこまえちょう）は、愛知県名古屋市中村区の地名。丁目の設定はない。住居表示実施。

## 地理
名古屋市中村区北部に位置する。東は千原町・井深町、西は大日町・十王町、南は本陣通に接する。

## 歴史

### 町名の由来
則武町の小字名「栄前」（さこまえ）による。
栄生町の南側、つまり前に位置することに由来する。

### 行政区画の変遷
- 1934年（昭和9年）1月15日 - 西区栄生町および則武町の各一部により、同区佐古前町として成立[1]。
- 1937年（昭和12年）10月1日 - 中村区成立に伴い、同区佐古前町となる[1]。
- 1940年（昭和15年）
  - 5月1日 - 則武町字中田の一部が佐古前町1丁目に、則武町字二反田の一部が佐古前町3丁目に編入される[4]。
  - 5月18日 - 以下の通り、栄生町および則武町の各一部を編入[1]。
    - 佐古前町1丁目に、栄生町字大黒割および則武町字中田・字栄前の各一部が編入される[5]。
    - 佐古前町2丁目に、則武町字中田・字二反田・字栄前および則武町字中田・字原寺・字小藪・字大秋浦・字南栄前・字二反田の各一部が編入される[5]。
- 1969年（昭和44年）10月21日 - 佐古前町1丁目〜3丁目・鳥居通1丁目・藤ノ宮通4丁目と5丁目・本陣通2丁目と3丁目の各一部が佐古前町に編入[6]。同時に住居表示実施[3]。

## 世帯数と人口
2019年（平成31年）2月1日現在の世帯数と人口は以下の通りである。
| 町丁     | 世帯数  | 人口    |
| -------- | ------- | ------- |
| 佐古前町 | 731世帯 | 1,249人 |

### 人口の変遷
国勢調査による人口の推移
| 1950年（昭和25年） | 1,190人 | [ 7 ]     |  |
| 1955年（昭和30年） | 1,243人 | [ 7 ]     |  |
| 1960年（昭和35年） | 1,362人 | [ 8 ]     |  |
| 1965年（昭和40年） | 1,484人 | [ 8 ]     |  |
| 1970年（昭和45年） | 2,113人 | [ 9 ]     |  |
| 1975年（昭和50年） | 1,865人 | [ 9 ]     |  |
| 1980年（昭和55年） | 1,586人 | [ 10 ]    |  |
| 1985年（昭和60年） | 1,432人 | [ 10 ]    |  |
| 1990年（平成2年）  | 1,351人 | [ 11 ]    |  |
| 1995年（平成7年）  | 1,300人 | [ 12 ]    |  |
| 2000年（平成12年） | 1,176人 | [ WEB 6 ] |  |
| 2005年（平成17年） | 1,165人 | [ WEB 7 ] |  |
| 2010年（平成22年） | 1,174人 | [ WEB 8 ] |  |
| 2015年（平成27年） | 1,186人 | [ WEB 9 ] |  |

## 学区
市立小・中学校に通う場合、学校等は以下の通りとなる。また、公立高等学校に通う場合の学区は以下の通りとなる。なお、小・中学校は学校選択制度を導入しておらず、番毎で各学校に指定されている。
| 小学校                                        | 中学校                                      | 高等学校 |
| --------------------------------------------- | ------------------------------------------- | -------- |
| 名古屋市立日比津小学校 名古屋市立ほのか小学校 | 名古屋市立日比津中学校 名古屋市立笈瀬中学校 | 尾張学区 |

## 交通

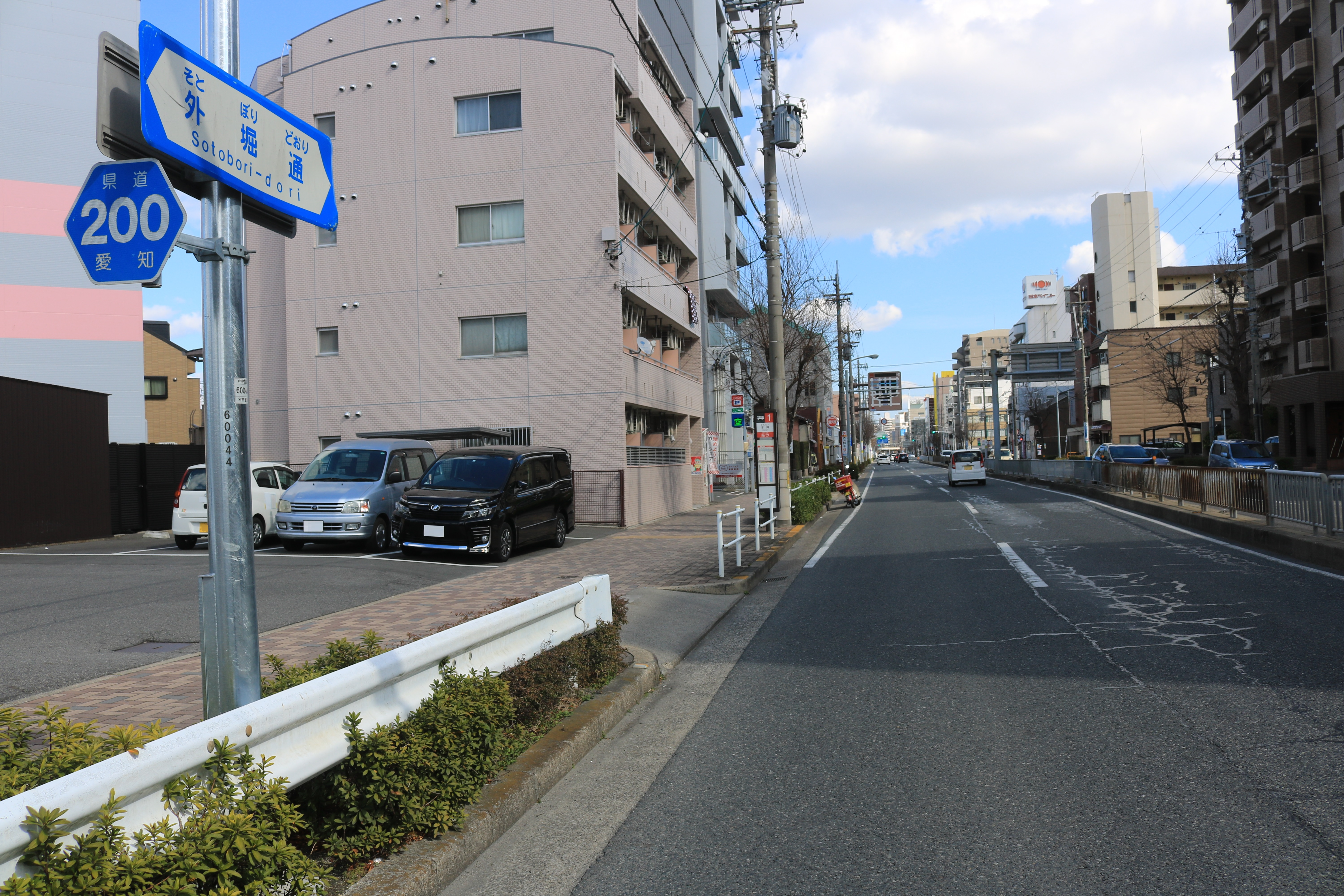
地域の南端で愛知県道200号名古屋甚目寺線（外堀通）に接する、左側が佐古前町、右側が松原町

- 環状線（名古屋市道名古屋環状線）[3]
- 外堀通（愛知県道200号名古屋甚目寺線）
- 鳥居通（名古屋市道高畑町線）[3]

## 施設
- 名古屋市立笈瀬中学校[2]
- 中村環境事業所[3]

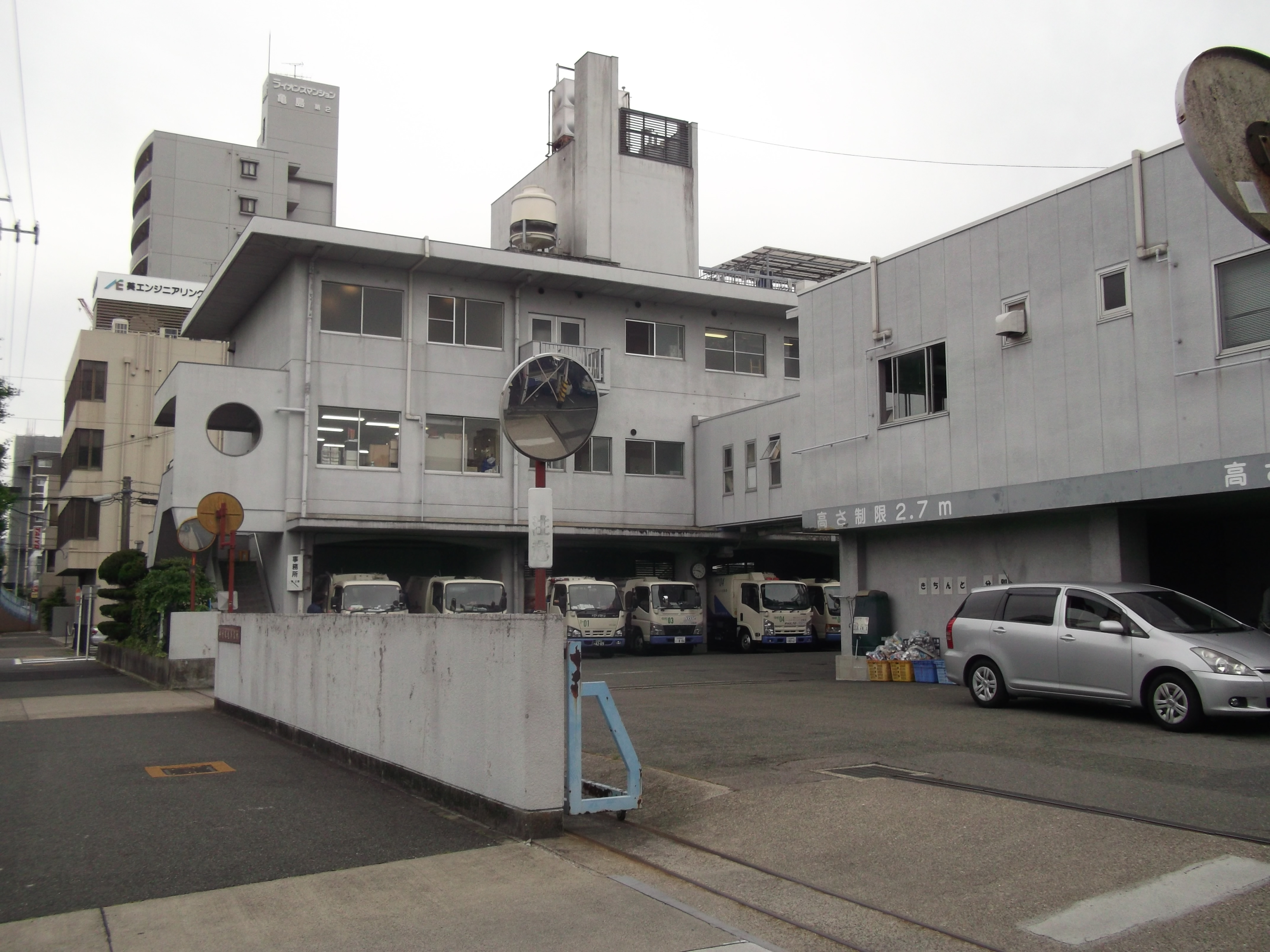
中村環境事業所（2014年5月）

## その他

### 日本郵便
- 郵便番号 : 453-0018[WEB 3]（集配局：中村郵便局[WEB 12]）。

### WEB
1. 1 2  “愛知県名古屋市中村区の町丁・字一覧”.   人口統計ラボ. 2016年2月12日閲覧。
2. 1 2  “町・丁目(大字)別、年齢(10歳階級)別公簿人口(全市・区別)”.   名古屋市 (2019年2月20日). 2019年2月20日閲覧。
3. 1 2  “郵便番号”.  日本郵便. 2019年2月10日閲覧。
4. ↑  “市外局番の一覧”.   総務省. 2019年1月6日閲覧。
5. ↑  名古屋市役所市民経済局地域振興部住民課町名表示係 (2015年10月21日). “中村区の町名一覧”.   名古屋市. 2016年1月29日閲覧。
6. ↑  名古屋市役所総務局企画部統計課統計係 (2005年7月1日). “（刊行物）名古屋の町(大字)・丁目別人口 (平成12年国勢調査) (5)中村区(第1表から第3表)” (xls). 2015年10月16日閲覧。
7. ↑  名古屋市役所総務局企画部統計課統計係 (2007年6月27日). “（刊行物）名古屋の町(大字)・丁目別人口 (平成17年国勢調査) (5)中村区(第1表から第3表）” (xls). 2015年10月15日閲覧。
8. ↑  名古屋市役所総務局企画部統計課統計係 (2012年4月22日). “（刊行物）名古屋の町(大字)・丁目別人口 (平成22年国勢調査) (5)中村区(第1表から第3表）” (xls). 2015年10月15日閲覧。
9. ↑  名古屋市役所総務局企画部統計課統計係 (2016年3月31日). “（刊行物）名古屋の町(大字)・丁目別人口 (平成27年国勢調査) (5)中村区(第1表から第3表）” (xls). 2016年7月28日閲覧。
10. ↑  “市立小・中学校の通学区域一覧”.   名古屋市 (2018年11月10日). 2019年1月14日閲覧。
11. ↑  “平成29年度以降の愛知県公立高等学校（全日制課程）入学者選抜における通学区域並びに群及びグループ分け案について”.   愛知県教育委員会 (2015年2月16日). 2019年1月14日閲覧。
12. ↑  郵便番号簿 平成29年度版 - 日本郵便. 2019年02月26日閲覧 (PDF)

### 書籍
1. 1 2 3 4  名古屋市計画局 1992, p. 771.
2. 1 2 3  「角川日本地名大辞典」編纂委員会 1989, p. 1498.
3. 1 2 3 4 5 6  名古屋市計画局 1992, p. 259.
4. ↑  中村区制施行50周年記念事業実行委員会記念誌編集委員会 1987, p. 435.
5. 1 2  中村区制施行50周年記念事業実行委員会記念誌編集委員会 1987, p. 436.
6. ↑  中村区制施行50周年記念事業実行委員会記念誌編集委員会 1987, p. 443.
7. 1 2  名古屋市総務局企画室統計課 1957, p. 78.
8. 1 2  名古屋市総務局企画部統計課 1967, p. 72.
9. 1 2  名古屋市総務局統計課 1977, p. 46・47.
10. 1 2  名古屋市総務局統計課 1986, p. 45・48.
11. ↑  名古屋市総務局企画部統計課 1991, p. 26.
12. ↑  名古屋市総務局企画部統計課 1996, p. 71.

### 統計資料
- 名古屋市総務局企画室統計課 編『昭和31年版 名古屋市統計年鑑』名古屋市、1957年。
- 名古屋市総務局企画部統計課 編『昭和41年版 名古屋市統計年鑑』名古屋市、1967年。
- 名古屋市総務局統計課 編『昭和51年版 名古屋市統計年鑑』名古屋市、1977年。
- 名古屋市総務局統計課 編『昭和60年国勢調査 名古屋の町・丁目別人口（昭和60年10月1日現在）』名古屋市役所、1986年。
- 名古屋市総務局企画部統計課 編『平成2年国勢調査 名古屋の町（大字）別・年齢別人口（平成2年10月1日現在）』名古屋市役所、1994年。
- 名古屋市総務局企画部統計課 編『平成7年国勢調査 名古屋の町（大字）・丁目別人口（平成7年10月1日現在）』名古屋市役所、1996年。